# Lasioglossum tschulicum
Lasioglossum tschulicum is een vliesvleugelig insect uit de familie Halictidae. De wetenschappelijke naam van de soort is voor het eerst geldig gepubliceerd in 1931 door Blüthgen.